# جورجيا غريفيث
جورجيا غريفيث (بالإنجليزية: Georgia Griffith) هي عدائة المسافات المتوسطة أسترالية، ولدت في 5 ديسمبر 1996 في كانبرا في أستراليا.

## وصلات خارجية
- جورجيا غريفيث على موقع الاتحاد الدولي لألعاب القوى (الإنجليزية)
- جورجيا غريفيث على موقع النتائج التاريخية لألعاب القوى الأسترالية (الإنجليزية)
- جورجيا غريفيث على موقع اللجنة الأولمبية الدولية (الإنجليزية)
- جورجيا غريفيث على موقع أوليمبيديا (الإنجليزية)
- جورجيا غريفيث على موقع اللجنة الأولمبية الأسترالية (الإنجليزية)